# وینچنزو ماروکو
وینچنزو ماروکو (انگلیسی: Vincenzo Marruocco؛ زادهٔ ۲۶ مارس ۱۹۷۹) بازیکن فوتبال اهل ایتالیا است.
از باشگاه‌هایی که در آن بازی کرده‌است می‌توان به باشگاه فوتبال مسینا، باشگاه فوتبال لچه، باشگاه فوتبال فوجا، باشگاه فوتبال سالرنیتانا، باشگاه فوتبال کالیاری، و باشگاه فوتبال آولینو اشاره کرد.